# 車いすアルティメット

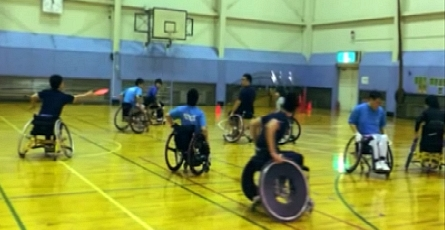
2016年3月5日(土)国立障害者リハビリテーションセンター内で開催されたリハビリテーション体育学科OB会交流イベントの様子

車いすアルティメット（くるまいすアルティメット、英: Wheelchair Ultimate）は、フライングディスク競技のアルティメットを車いすユーザーでも楽しめるようにアダプトさせた競技。フライングディスクをパスで繋ぎ、相手のエンドゾーン内でキャッチすると得点となるチーム競技。
2014年にはアメリカ、カナダ、ドイツ、日本などで行われていると言われていたが、2023年にはイタリアで第1回の世界大会が開催されるなど競技国は増えている。日本では2004年から横浜で行われている。

## 競技ルール
コートはバスケットボール・コートを使用することや、４人対４人（あるいは ５人対５人）のチーム戦であること、フライングディスクをパスで繋ぎ相手のエンドゾーン内でキャッチすると得点となり、審判を置かないセルフ・ジャッジ制とすることなど基本的なことは変わらないが、今なおルールをより良い物へと向上・改善中である。

### 日本国内ルール

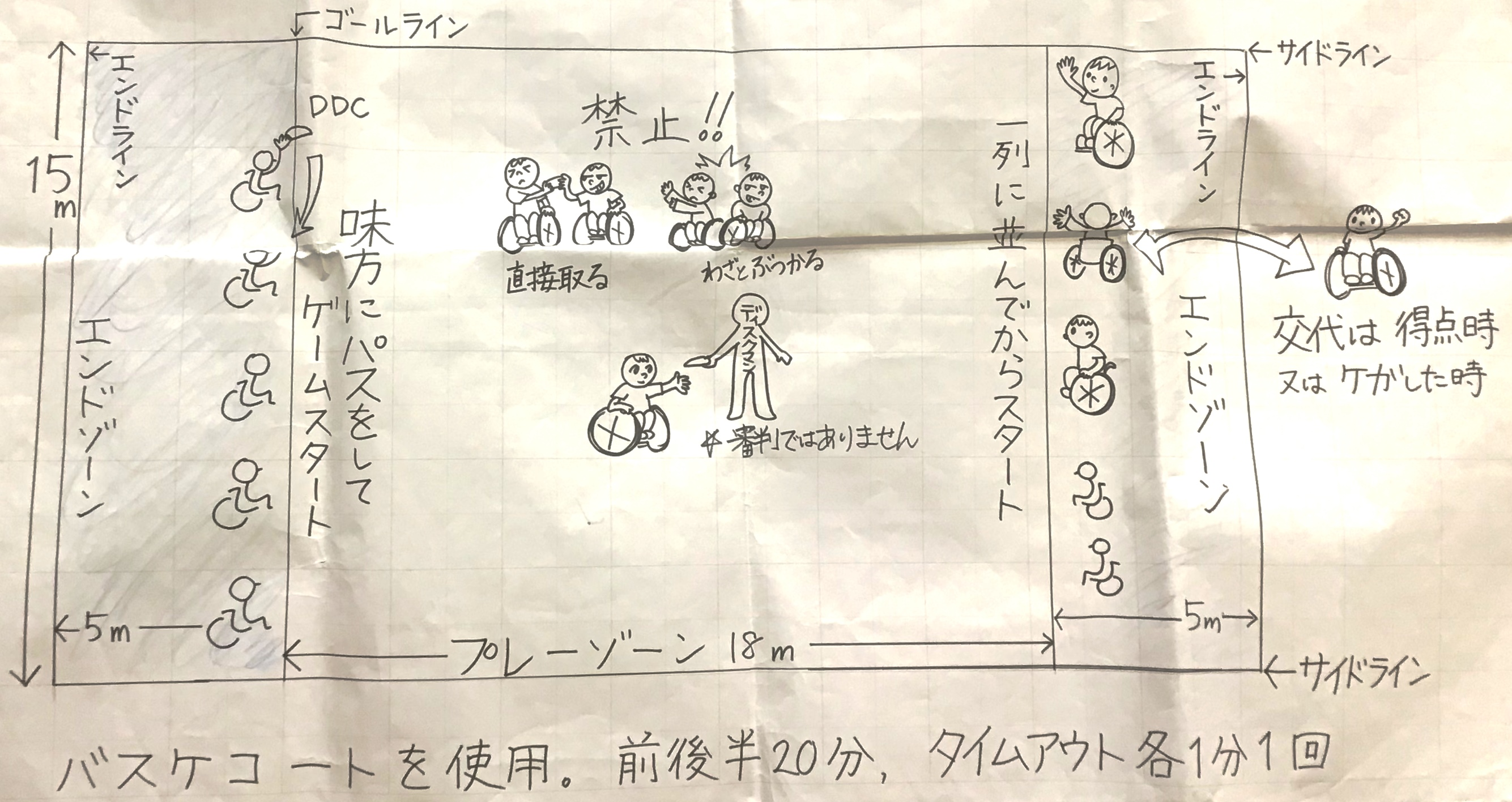
図解『車いすアルティメット』ルール Drawn by Kidocchi

日本では横浜で行われるようになる2004年以前から日本体育大学のアルティメット選手が競技ルールの試行錯誤を卒業研究などを通し行われていた。
試行錯誤を重ね、その時点でのルールが初めて広く公開されたのは2005年5月に初版本が発行された『フライングディスクをやってみよう -アルティメットの基礎と応用-』（著：James Studarus、監修：日本フライングディスク協会、監訳：師岡文男、訳：長澤純一）のChapter8「いろいろなアルティメット」の項で競技紹介された時だった。
翌年、2006年5月号の「ノーマライゼーション 障害者の福祉」で特集されていた障害者スポーツのニューウェーブでも競技紹介された。
2007年11月には第6回あいち障害者フライングディスク競技大会で車いすアルティメットのデモンストレイション・ゲームが行われた。

### 国際大会ルール
世界大会では世界フライングディスク連盟（WFDF）が定めたルールに則り行われる。
2021年12月、世界フライングディスク連盟（WFDF）は電子書籍『Flying Disc Parasport Wheelchair Ultimate』を公開。
2025年6月、世界フライングディスク連盟（WFDF）は『Wheelchair Ultimate Technical Rules and Regulations』改訂版の発行を発表。

## 世界 車いすアルティメット選手権大会

### 第1回 世界 車いすアルティメット選手権大会
2023年9月29日～10月1日
世界フライングディスク連盟（WFDF）主催により「第1回 WFDF世界車いすアルティメット選手権大会」がイタリアのリニャーノ・サッビアドーロで開催された。
日本からは、人数不足のため代表チームとしての参加はできなかったが、障害のある選手２名、障害のない選手２名の計４名がエントリーし、特別に編成されたインターナショナルチームに加わり大会に参加した。
日本選手の参加したインターナショナルチームは、２位を獲得した。

### 第2回 世界 車いすアルティメット選手権大会
2024年11月17日、リトアニアのドルスキニンカイ市を WFDF2025 第2回 世界車いすアルティメット選手権（WWUC）の開催地として発表。

## 世界フライングディスク連盟（WFDF）の動向
2014年、国際パラリンピック委員会(IPC)は世界フライングディスク連盟(WFDF)を公認団体とすることを決定。
2021年12月、『Flying Disc Parasport Wheelchair Ultimate』の電子書籍を公開。
2022年3月、「第1回 WFDF世界車いすアルティメット選手権大会」の開催地を募集。
2023年3月、「第1回 WFDF世界車いすアルティメット選手権大会」が2023年9月28日～10月1日にイタリアのリニャーノ・サッビアドーロで開催されると発表。
2023年8月、2023年9月28日～10月1日にイタリアのリニャーノ・サッビアドーロで開催される「第1回 WFDF世界車いすアルティメット選手権大会」の計画がまとまったことを報告。また、寄せられた関心の表明を考慮し、各国の選手に機会を提供するため、個々の車いすアスリートに対して代表チームとは別に編成されている特別な国際チームに参加するためのチャンスを用意し招待することを発表。
2023年9月、初の「世界車いすアルティメット選手権大会」を主催したことを発表。
2023年9月29日～10月1日にイタリアで開催された「第1回 WFDF世界車いすアルティメット選手権大会」はイタリア Whiteチームが優勝。日本選手が参加したインターナショナルチームは２位だったと発表。（開催期間は当初の予定【 9/28～10/1 】から【 9/29～10/1 】に変更された。）
2024年11月17日、リトアニアのドルスキニンカイ市を WFDF2025 第2回 世界車いすアルティメット選手権（WWUC）の開催地として発表。
2025年6月、世界フライングディスク連盟（WFDF）は『Wheelchair Ultimate Technical Rules and Regulations』改訂版の発行を発表。

## 関連団体
神奈川県フライングディスク協会（KNFDA）のサイトでは、車いすアルティメットが紹介されており、日本フライングディスク協会（JFDA）が監修し、2005年に初版本が発行された『フライングディスクをやってみよう -アルティメットの基礎と応用-』にも車いすアルティメットは紹介されている。日本で車いすアルティメットが行われはじめた当初から各フライングディスク協会との関係はあったが、日本障害者フライングディスク連盟（JFFD）との関連はない。